# Transkaukasische Demokratisch-Föderative Republik
Die Transkaukasische Demokratisch-Föderative Republik (georgisch ამიერკავკასიის დემოკრატიული ფედერაციული რესპუბლიკა, aserbaidschanisch Zaqafqaziya Demokratik Federativ Respublikası, armenisch Անդրկովկասյան Դեմոկրատական Ֆեդերատիվ Հանրապետություն; auch kurz Transkaukasische Föderation) war ein sehr kurzlebiger Bundesstaat im Kaukasus. Er bestand vom 22. April bis zum 28. Mai 1918. Der Bund umfasste das Gebiet der späteren Nachfolgestaaten Georgien, Aserbaidschan und Armenien.

## Etablierung
Nach der Februarrevolution 1917 und dem Zusammenbruch des Zarenregimes in Transkaukasien setzte die provisorische russische Regierung ein Besonderes Transkaukasisches Komitee (russisch Особый Закавказский Комитет (ОЗАКОМ), Osoby Sakawkasski Komitet (OSAKOM)) zur Verwaltung des südlichen Kaukasus ein. Es stützte sich auf die nach dem Vorbild des Petrograder Rates der Revolutionären Demokraten in Georgien gegründeten Räte, die fest in der Hand der gemäßigten Menschewiki war. Das OSAKOM setzte im Wesentlichen die Politik der Lokalräte in Baku und Tiflis um.

## Entwicklung

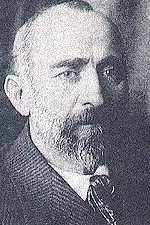
Parlamentspräsident Nikolos Tschcheidse

Die bolschewistische Oktoberrevolution änderte die Situation grundlegend. Die kaukasischen Sowjets weigerten sich, die Regierung Lenins anzuerkennen. Die Bedrohung durch eine wachsende Zahl zu den Bolschewiki überlaufender Soldaten der früheren russischen Kaukasus-Front, ethnische Zusammenstöße und Anarchie in den Regionen zwangen die georgischen, armenischen und aserbaidschanischen Politiker, am 14. November 1917 eine einheitliche regionale Regierung zu bilden, das Transkaukasische Kommissariat.
Am 23. Januar 1918 gründeten georgische, armenische und aserbaidschanische Politiker ein regionales Parlament – den Transkaukasischen Sejm. Eine führende Rolle bei der Konzeption des neuen Parlaments spielten georgische Menschewiki und aserbaidschanische Müsawatisten. Der Transkaukasische Sejm trat zum ersten Mal am 10. Februar zusammen. Den Vorsitz hatte der georgische Menschewik Nikolos Tschcheidse. Er rief am 22. April die Unabhängigkeit Transkaukasiens und die Gründung der Transkaukasischen Föderation aus. Hauptstadt wurde Tiflis. Die Währung wurde der Transkaukasische Rubel. Amtssprachen waren Georgisch, Armenisch und Aserbaidschanisch.

## Zusammenbruch
Der Transkaukasischen Republik war nur ein kurzes Leben beschieden. Sie wurde von wachsenden inneren Spannungen und dem Druck des Osmanischen Reiches unterlaufen. Um Georgien vor einer türkischen Eroberung zu bewahren, nahm die georgische Nationalversammlung (georgisch Dampudsnebeli Kreba) Verhandlungen mit Deutschland auf, das bereit war, Georgien vor dem Zugriff des mit Deutschland verbündeten Osmanischen Reiches zu schützen. Als Gegenleistung verlangte Berlin Privilegien bei der Ausbeutung von Mangan- und Kupfererzlagerstätten sowie dem Erdöltransfer vom Kaspischen Meer. Die deutsche Militärführung stationierte dafür 3.000 deutsche Soldaten in Georgien, um die Belieferung der deutschen Schwerindustrie mit Rohstoffen zu sichern. Am 26. Mai proklamierte Georgien die Demokratische Republik Georgien und trat aus der Föderation aus. Armenien und Aserbaidschan folgten diesem Schritt am 28. Mai.

## Folgen
Die Nachfolgestaaten Demokratische Republik Georgien, Demokratische Republik Armenien und Demokratische Republik Aserbaidschan wurden 1920 von der Roten Armee besetzt und im Dezember 1922 zur Transkaukasischen SFSR zusammengeführt, die am 30. Dezember 1922 Teil der neu gegründeten Sowjetunion und schließlich 1936 aufgelöst wurde.